# Vadon (film, 2018)
A Vadon (eredeti cím: Wildlife) 2018-ban bemutatott amerikai filmdráma, Paul Dano elsőfilmes rendezése. A forgatókönyvet Zoe Kazannal közösen írta, Richard Ford 1990-es regénye alapján. A főbb szerepekben Carey Mulligan, (a koproducerként is közreműködő) Jake Gyllenhaal, Ed Oxenbould és Bill Camp látható. 
Világpremierje 2018. január 20-án volt a Sundance Filmfesztiválon. 2018. október 19-én korlátozott számú moziban mutatták be az Amerikai Egyesült Államokban. Általánosságban pozitív véleményeket kapott a kritikusoktól, dicsérve Dano rendezését, valamint Mulligan, Gyllenhaal és Oxenbould alakításait. A filmet három Independent Spirit-díjra jelölték.

## Cselekmény
1960: Jeannette és Jerry Brinson nemrég költözött a montanai Great Fallsba, tizenéves fiukkal, Joe-val. Jerryt kirúgják egy countryklubból, ahol profi golfjátékosként dolgozott, ami feszültségeket okoz kapcsolatukban. Felajánlják neki régi állását, de büszkeségből visszautasítja. Munkakeresés helyett a kocsijában alszik, és a tűzoltók munkáját figyeli, akik közeli hegyekben tomboló erdőtüzet próbálják megfékezni. A család eltartása érdekében Jeannette úszásoktatói állást vállal. Joe felhagy az amerikai futballal és részmunkaidőben egy helyi fotóstúdióban helyezkedik el. Egy nap Jerry úgy dönt, elvállal egy rosszul fizető munkát az erdőtűz oltásában, felzaklatva aggódó családtagjait. Jeannette őszintén beszél Joe-val a Jerryvel való feszült házasságáról, ami Joe iskolai teljesítményére is negatívan hat.
Jeannette elmondja a fiának, hogy lehet, kisebb helyre kell költözniük, mivel nem engedhetik meg maguknak jelenleg bérelt házukat. Bemutatja Joe-t Warren Millernek, egy jómódú idősebb férfinak, akinek autókereskedése van. Millert ő tanította meg úszni, cserébe a férfi munkát ajánlott neki. Joe-t többször egyedül hagyják, miközben Jeannette Millerrel tölti idejét és beszámol neki boldogtalan házasságáról. Joe egy reggel felébredve észreveszi, édesanyja nincs otthon. Elmegy Miller autókereskedésébe, de a recepciós nem ismeri az asszonyt.
Egyik este, egy Miller által rendezett vacsora után Miller a részeg Jeannette-tel táncol és megcsókolja őt. Az éjszakát Joe házában tölti, amit a megdöbbent Joe aznap este fedez fel. Miután Miller távozik, Joe kérdőre vonja anyját. Jeannette nem ismeri be, hogy törődik Millerrel vagy már nem szereti Jerryt. Azt viszont beismeri: a viszony anyagi szempontból jobbá teszi az életüket, és arra kéri Joe-t, találjon ki egy jobb tervet a számára. Másnap reggel Joe összepakolja néhány holmiját és elindul egy buszmegálló felé. Amint havazni kezd, ami az erdőtüzek végét jelzi, Joe hazatér.
Jerry visszatér, Jeannette barátságtalanul fogadja. Elmondja férjének, hogy lakást bérel a városban és Joe nyugodtan maradhat nála. Jerry kétségbeesetten és féltékenyen arra kéri Jeannette-et, ismerje be hűtlenségét. Jerry dühösen veszi tudomásul, hogy Miller lefeküdt Jeannette-tel a család otthonában. Részegen Miller házához megy és megpróbálja felgyújtani azt. Miller tetten éri és Joe szeme láttára leteremti a viselkedése miatt. A sebesült Jerry könyörög Joe-nak, segítsen neki elmenekülni, mielőtt a rendőrség megérkezne, Joe gyalog menekül a rendőrőrsre. Itt megtudja, apját valójában nem tartóztatták le. A házba visszaérve Jerry közli vele, Miller nem jelentette fel, de Joe szüleinek házassága végleg tönkrement.
Jeannette az oregoni Portlandbe költözik tanítani, Joe pedig Jerryvel maradt, aki sikeres üzletkötő lett. Jeannette egy hétvége erejéig visszatér egy feszült, de visszafogott hangulatú találkozóra. Megtudja, hogy Joe-t előléptették és felkerült a legjobbak dicsőségfalára. Joe elviszi a szüleit a fotóstúdióba, ahol azt kéri, a kedvéért készítsenek egy családi portrét. Jeannette eleinte vonakodik, de végül belemegy a dologba és a család készíttet magáról egy utolsó közös fényképet.

## Szereplők
| Szerep           | Színész               | Magyar hang   |
| ---------------- | --------------------- | ------------- |
| Joe Brinson      | Ed Oxenbould          | Nagy Gereben  |
| Jeanette Brinson | Carey Mulligan        | Balsai Mónika |
| Jerry Brinson    | Jake Gyllenhaal       | Csőre Gábor   |
| Warren Miller    | Bill Camp             | Kőszegi Ákos  |
| Ruth-Ann         | Zoe Margaret Colletti |               |
| Clarence Snow    | Darryl Cox            |               |
| az erdész        | Travis Bruyer         |               |
| Esther           | Mollie Milligan       |               |

## A film készítése

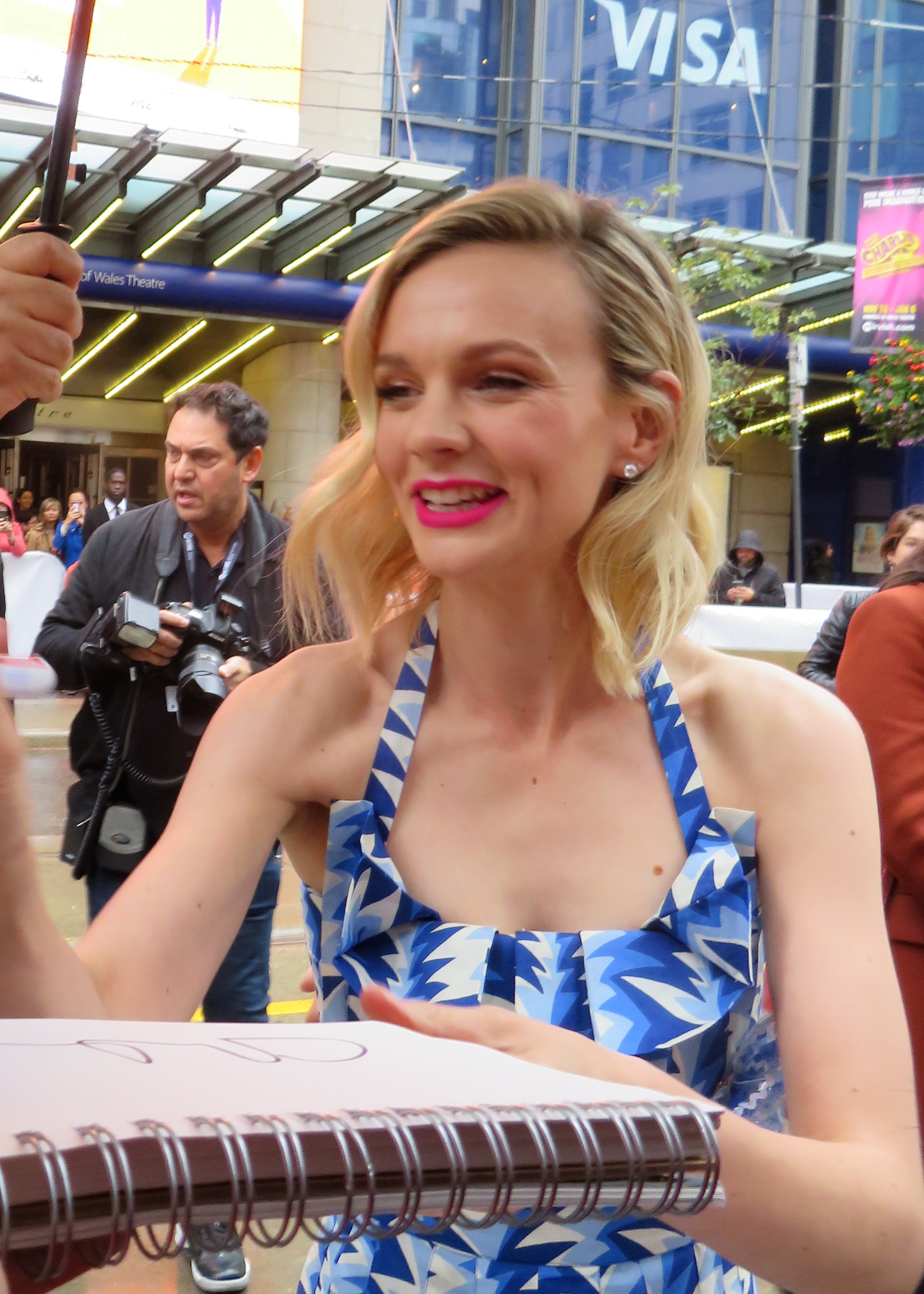
Carey Mulligan a TIFF-en (2018 szeptemberében)

2016 júliusában jelentették be, hogy Paul Dano fogja adaptálni Richard Ford regényét, Zoe Kazannal közösen írt forgatókönyve alapján. Hozzátették, sem Dano, sem Kazan nem fog szerepelni a filmben. Dano elmondta: „Richard könyvében megláttam önmagamat és sok más embert. Mindig is filmeket akartam készíteni, és mindig is tudtam, hogy a családról fogok filmeket forgatni”. Azt is elárulta, ez az első azon filmek közül, amelyeket diszfunkcionális családokról akar készíteni. A film a June Pictures és a Nine Stories Productions gyártásában készült.
2016 szeptemberében jelentették be Jake Gyllenhaal és Carey Mulligan főszereplését a filmben. A film zenéjét David Lang amerikai zeneszerző írta.
A forgatás Montanában és Oklahomában zajlott (utóbbi helyszínen a montanai téli időjárással kapcsolatos aggályok miatt).

## Bemutató
Világpremierje 2018. január 20-án volt a Sundance Filmfesztiválon. Nem sokkal később az IFC Films megszerezte a film észak-amerikai forgalmazási jogait. A Cannes-i fesztiválon 2018. május 9-én mutatták be. 2018. szeptember 6-án a Torontói Nemzetközi Filmfesztiválon, szeptember 30-án a New York-i Filmfesztiválon, október 13-án a Woodstocki Filmfesztiválon, október 18-án a New Orleans-i Filmfesztiválon is műsorra tűzték.
2018. október 19-én debütált az amerikai mozikban.

## Fordítás
- Ez a szócikk részben vagy egészben  a   Wildlife (film) című angol Wikipédia-szócikk ezen változatának fordításán alapul.  Az eredeti cikk szerkesztőit annak laptörténete sorolja fel. Ez a jelzés csupán a megfogalmazás eredetét és a szerzői jogokat jelzi, nem szolgál a cikkben szereplő információk forrásmegjelöléseként.